# Śladów (województwo mazowieckie)
Śladów – wieś w Polsce położona w województwie mazowieckim, w powiecie sochaczewskim, w gminie Brochów. Ma status sołectwa.
Wieś rzędowa położona po południowej stronie Wisły. Zabudowania wzdłuż drogi w linii wschód-zachód.
Dobrze zachowane elementy tradycyjnego krajobrazu kulturowego: rozłogi pól, sztuczne nasadzenia. Praktycznie całkowicie nowa zabudowa, jedynie z jednym zbudowanym przed 1945 r. domem.
Wieś szlachecka Śladowo położona była w drugiej połowie XVI wieku w powiecie sochaczewskim ziemi sochaczewskiej województwa rawskiego. W latach 1975–1998 miejscowość położona była w województwie warszawskim.

## Historia
Wieś wzmiankowana po raz pierwszy w 1427 r. Osadnicy holenderscy osadzeni w osadzie pod koniec XVIII w. zarówno po północnej stronie drogi prowadzącej z Nowego Dworu Mazowieckiego do Kamiona (Śladów), jak i po południowej stronie (Nowa Wieś Śladów). Ok. 1889 r. miała 61 osad na 1840 morgach gruntu.
W miejscowości znajduje się cmentarz mennonicki.

### 1939

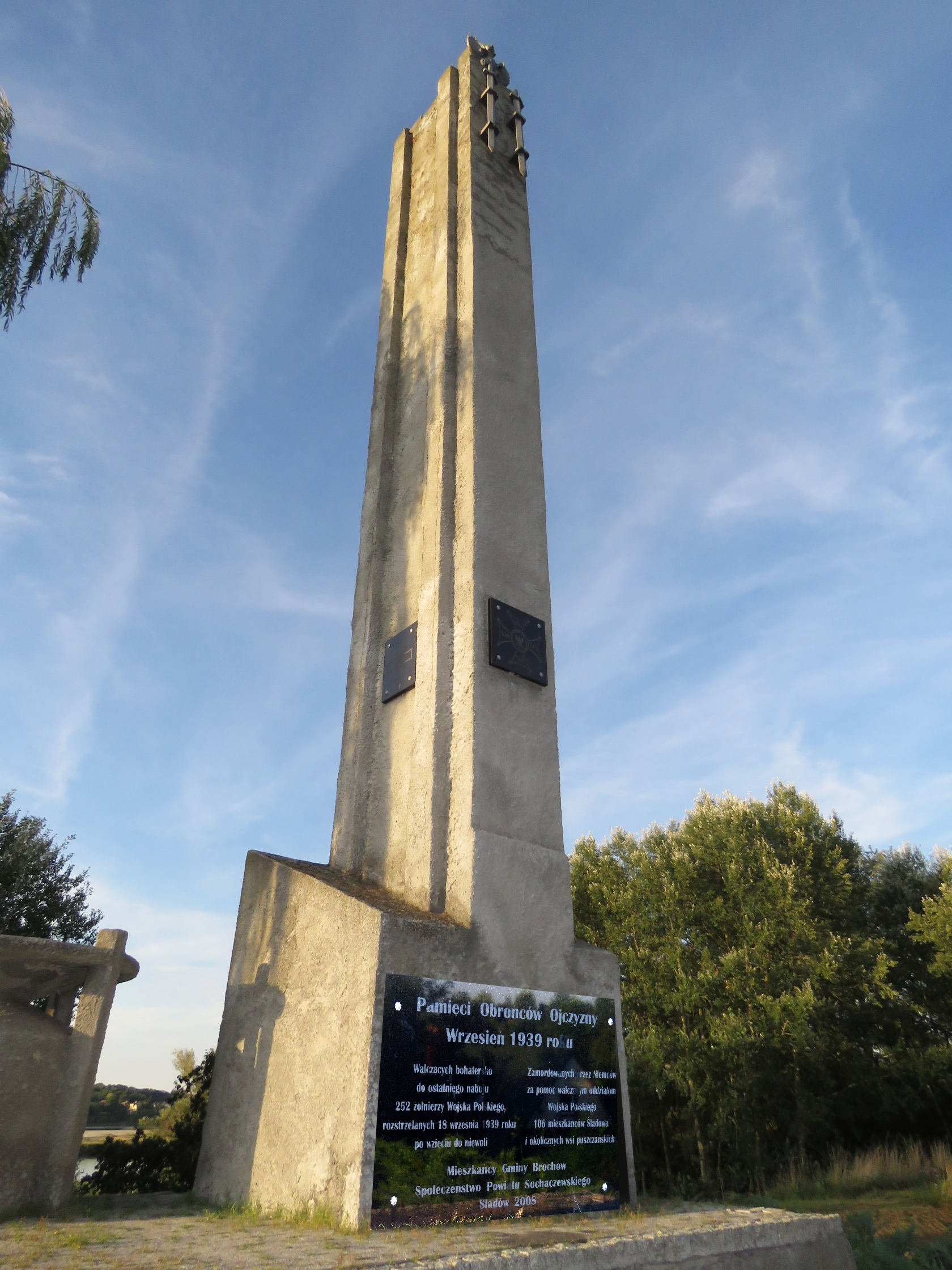
Pomnik ofiar zbrodni w Śladowie

18 września 1939 w Śladowie w ówczesnej gminie Tułowice, wojska niemieckie dokonały jednej z największych zbrodni wojennych w czasie kampanii wrześniowej. 300. ludzi (w tym 150. żołnierzy Wojska Polskiego), zgromadzonych na tzw. „główce” wiślanej, zostało zastrzelonych i utopionych.
Wśród zgromadzonych znajdowali się zarówno ranni, zdrowi i małe dzieci. Mężczyźni w wieku od 15 do 75 lat byli w większości w trzystuosobowej grupie, 84 osoby cywilne pochodziły z pobliskiej gminy tułowickiej, pozostałe osoby cywilne z innych okolicznych miejscowości. Wśród nich znajdowały się prawdopodobnie także grupy uchodźców, których tysiące przemierzało wówczas kraj i przebywało we wsiach i miejscowościach polskich.
Zbrodni dokonała prawdopodobnie (nie zidentyfikowano z całą pewnością formacji która popełniła zbrodnię) niemiecka 4 Dywizja Pancerna z XVI korpusu 10. Armii, która w większości operowała na terenie gdzie wydarzenie to miało miejsce. Z rzezi ocalało jedynie 2 ludzi, mieszkańców Tułowic, Stanisław Klejnowski i Alfred Kitliński, którzy później złożyli zeznania w tej sprawie. Ogółem 298 osób poniosło śmierć.
Motywem zbrodni były przypuszczalnie porachunki miejscowych kolonistów niemieckich z ludnością polską (mające miejsce także po zbrodni w Śladowie, w wyniku których zginęło ok. 37% mieszkańców Tułowic) i chęć odwetu za bohaterski opór stawiany przez żołnierzy polskich w okolicach Śladowa.